# Gemeine Spinnenschnecke

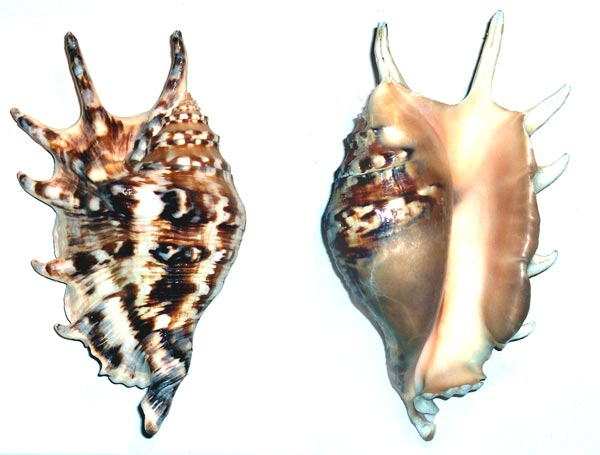
Dorsale und ventrale Ansicht eines Gehäuses von Lambis lambis

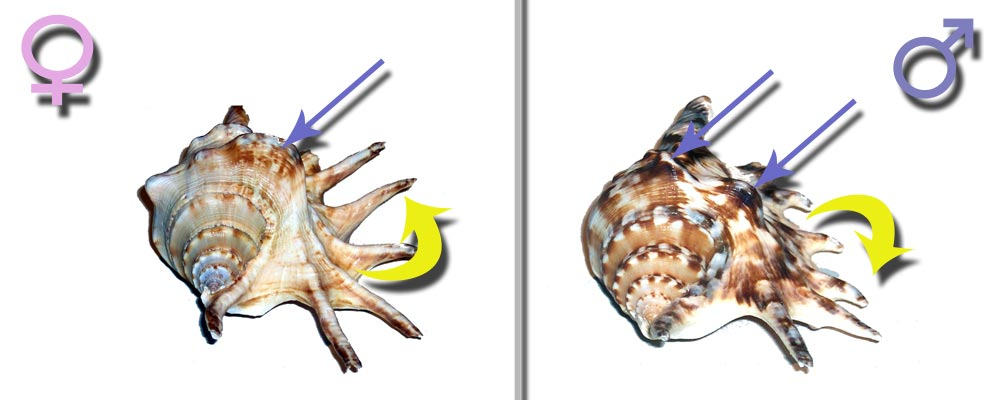
Gehäuse eines Weibchens (links) und eines Männchens (rechts) von Lambis lambis

Die Gemeine Spinnenschnecke, Fahlgelbe Flügelschnecke, Krabbenschnecke oder  Kleine Teufelskralle (Lambis lambis) ist eine Schnecke aus der Familie der Flügelschnecken (Gattung Lambis), die im Indopazifik verbreitet ist.

## Merkmale
Das länglich eiförmige und buckelig höckerige, große, dicke und schwere Schneckenhaus von Lambis lambis, das bei ausgewachsenen Schnecken eine Länge von etwa 18, bisweilen bis 29 cm erreicht, hat ein spitzes kegelförmiges Gewinde. Am weit ausladenden, glänzenden Mündungsrand sitzen (unter Einschluss des Siphonalkanals) 7 fingerartige, der Länge nach knotige Fortsätze, wobei die an den Enden sitzenden Finger gerade und die mittleren krumm sind. Die Oberfläche des Gehäuses ist weiß bis hellbraun mit rotbraunen und braunen Flecken, die glatte Mündung rosenrot.
Die Schnecke weist einen deutlichen Sexualdimorphismus auf, wobei die Männchen kleiner als die Weibchen sind und kürzere Fingerfortsätze an ihrer Gehäusemündung haben.
Die Gemeine Spinnenschnecke bewegt sich wie andere Flügelschnecken mit Hilfe ihres krallenförmigen, hornigen Operculums fort. Dieses versenkt sie im Substrat und kontrahiert sodann ruckartig ihren Fuß. Die Schnecke kann auf diese Weise ein größeres Gewicht als ihr eigenes Körpergewicht fortbewegen.

## Verbreitung und Lebensraum
Die Gemeine Spinnenschnecke tritt im Indopazifik auf, im Indischen Ozean von der Küste Ostafrikas ostwärts, um Madagaskar, im Persischen Golf, im Pazifischen Ozean auf den Molukken und den Philippinen, bis nach Mikronesien und zum östlichen Melanesien, vom südlichen Japan und Taiwan bis zum südlichen Queensland (Australien) und nach Neukaledonien. Sie fehlt im Roten Meer.
Die Schnecke ist häufig in Korallenriffen auf Sand und Kies sowie in Mangroven, im seichten Wasser der Gezeitenzone und etwas unterhalb bis in eine Tiefe von etwa 5 Metern. Man findet sie insbesondere an Rotalgen, von denen sie sich ernährt.

## Verwendung und Gefährdung
Lambis lambis wird wegen ihres Gehäuses gesammelt, das als Schmuck verkauft wird.